# Robby Foley

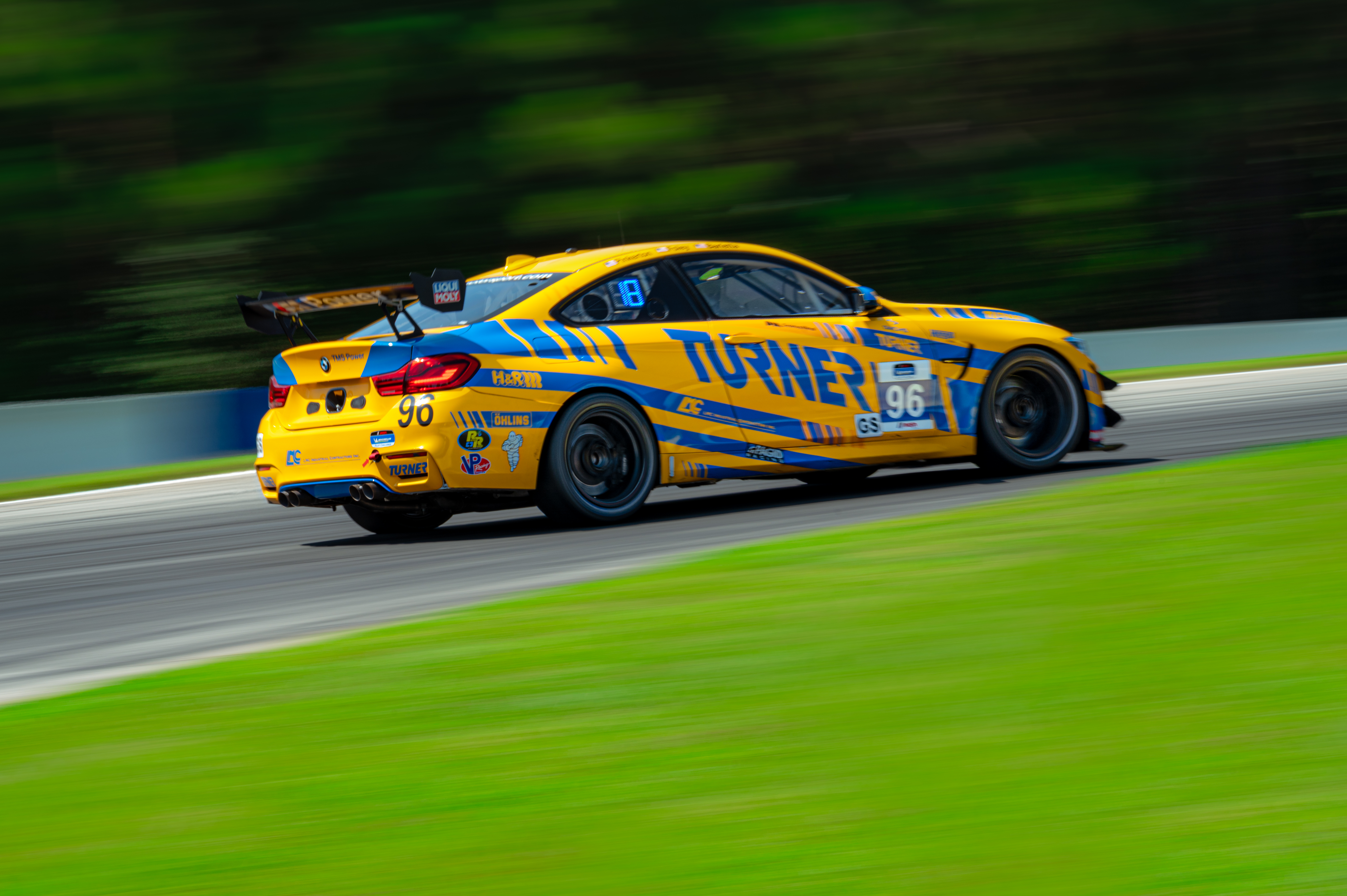
Der BMW M6 GT3 von Bill Auberlen, Dillon Machavern und Robby Foley beim 6-Stunden-Rennen von Road Atlanta 2020

Robert „Robby“ Foley (* 20. Juli 1996 in Randolph) ist ein US-amerikanischer Autorennfahrer.

## Karriere
Die Fahrerkarriere von Robby Foley hätte beinahe ein Sportunfall verhindert. Bei einem American-Football-Spiel an der Randolph High School erlitt er 2010 eine schwere Fußverletzung. Im Knie waren alle Bänder gerissen. Dazu kamen Brüche des Schien- und Wadenbein. Eine Amputation des verletzten Beins konnten die behandelnden Ärzte nur knapp verhindern.
2011 besuchte er einen Fahrerlehrgang bei der Skip Barber Racing School und erhielt nach dem dritten Endrang in der Mazda MX-5 Cup Global Invitational von Mazda-Nordamerika eine zweijährige Fahrerförderung in Höhe von 100.000 US-Dollar. 2018 stieg er in die IMSA WeatherTech SportsCar Championship ein und ging dort für Turner Motorsport in der GT-Klasse an den Start. 2019 beendete er die GTD-Klasse dieser Meisterschaft an der zweiten Stelle. Teamkollege im BMW M6 GT3 war Bill Auberlen (Klassenmeister wurden Mario Farnbacher und Trent Hindman im Acura NSX GT3 Evo). 2020 gewann er im Aston Martin Vantage AMR GT4 den Pirelli GT4 America SprintX.
2021 war er zum ersten Mal beim 24-Stunden-Rennen von Le Mans gemeldet. Ursprünglich sollte er das Rennen gemeinsam Thomas Neubauer und Rodrigo Sales im JMW-Motorsport-Ferrari 488 GTE Evo bestreiten. Seinen Platz nahm allerdings Jody Fannin ein. Foley fuhr das Rennen dann mit Dennis Olsen und Anders Buchardt im Team-Project-1-Porsche 991 RSR-19. Das Trio fiel nach einem Unfall aus.

## Statistik

### Le-Mans-Ergebnisse
| Jahr | Team           | Fahrzeug           | Teamkollege  | Teamkollege     | Platzierung | Ausfallgrund |
| ---- | -------------- | ------------------ | ------------ | --------------- | ----------- | ------------ |
| 2021 | Team Project 1 | Porsche 991 RSR-19 | Dennis Olsen | Anders Buchardt | Ausfall     | Unfall       |

### Sebring-Ergebnisse
| Jahr | Team              | Fahrzeug   | Teamkollege       | Teamkollege      | Platzierung | Ausfallgrund |
| ---- | ----------------- | ---------- | ----------------- | ---------------- | ----------- | ------------ |
| 2019 | Turner Motorsport | BMW M6 GT3 | Bill Auberlen     | Dillon Machavern | Ausfall     | Motorschaden |
| 2020 | Turner Motorsport | BMW M6 GT3 | Nick Yelloly      | Dillon Machavern | Ausfall     | Bremsdefekt  |
| 2021 | Turner Motorsport | BMW M6 GT3 | Bill Auberlen     | Aidan Read       | Rang 25     |              |
| 2022 | Turner Motorsport | BMW M4 GT3 | Bill Auberlen     | Michael Dinan    | Rang 25     |              |
| 2023 | Turner Motorsport | BMW M4 GT3 | Patrick Gallagher | Michael Dinan    | Rang 23     |              |
| 2024 | Turner Motorsport | BMW M4 GT3 | Patrick Gallagher | Jake Walker      | Rang 34     |              |
| 2025 | Turner Motorsport | BMW M4 GT3 | Patrick Gallagher | Jake Walker      | Rang 32     |              |

### Einzelergebnisse in der FIA-Langstrecken-Weltmeisterschaft
| Saison | Team           | Rennwagen          | 1   | 2   | 3   | 4   | 5   | 6   |
| ------ | -------------- | ------------------ | --- | --- | --- | --- | --- | --- |
| 2021   | Team Project 1 | Porsche 991 RSR-19 | SPA | POR | MON | LEM | BAH | BAH |
| 2021   | Team Project 1 | Porsche 991 RSR-19 | DNF |     |     |     |     |     |